# Halecium delicatulum
Halecium delicatulum is een hydroïdpoliep uit de familie Haleciidae. De poliep komt uit het geslacht Halecium. Halecium delicatulum werd in 1876 voor het eerst wetenschappelijk beschreven door Coughtrey. 